# 1101
1101 (MCI) je bilo navadno leto, ki se je po julijanskem koledarju začelo na torek.

## Dogodki

### Križarski pohod 1101
- april, maj - Jeruzalemski kralj Baldvin Boulonjski zavzame Arsuf in Cezarejo.
- maj - Nikomedeja: skupini tlačanov, ki se je konec preteklega leta odrinila iz Lombardije, se pridruži še vojska plemičev iz Nemčije, Burgundije in Francije. Križarskega pohoda sta se primorana ponovno  udeležiti Štefan Bloiški in Hugo Vermandoiški, ki sta dezertirala in tako nista izpolnila križarske zaobljube. Vodenje vojske prevzame Rajmond Touluški, ki je v službi Alekseja IV. Komnena.
- 23. junij - Križarji zavzamejo Ankaro in jo po dogovoru predajo Bizantincem. Nato se usmerijo proti severu, da bi osvobodili Bohemonda iz ujetništva pri seldžuških Danišmendih. Rajmond Touluški se jim je prisiljen ukloniti.
- Voditelj sultanata Rum Kilidž Arslan oblikuje skupaj z Danišmendi in alepskim emiratom koalicijo za boj proti križarjem.↓
- poletje → Bitka pri Merzifonu: koalicija Seldžukov pod vodstvom Kilidž Arslana odločujoče porazi križarsko vojsko pri Merzifonu v severni Anatoliji. Lombardski oddelek, ki ga vodi milanski nadškof Anzelm IV., je popolnoma uničen. Iz pokola se reši zgolj nekaj vitezov, med njimi voditelja Štefan Bloiški in Rajmond Touluški.↓
- → Nedolgo zatem Kilidž Arslan pri Ikonionu potolče še oddelek križarjev-zamudnikov pod vodstvom neverškega grofa Viljema II.
- 7. september - Bitka pri Ramli (1101): križarji pod vodstvom jeruzalemskega kralja Baldvina I. premagajo deset krat številčnejšo fatimidsko vojsko, okoli 10.000 vojščakov. Pri tem križarji izgubijo tretijno mož, večinoma pešakov.
- oktober → Kilidž Arslan pripravi zasedo in popolnoma uniči še za zadnjo križarsko vojsko, ki se je iz Konstantinopla odpravila čez Anatolijo. Vodijo jo akvitanski vojvoda Viljem IX., bavarski vojvoda Velf I.,  markiz Leopold II. Avstrijski in grof Hugo Vermandoiški, ki je v zasedi smrtno ranjen. Leopoldu II., Viljemu IX. in Velfu I. se uspe z redkimi preživelimi prebiti v Sveto deželo.

### Evropa
- januar → Več kot tri mesece po izvolitvi Teodorika za cesarskega papeža oziroma protipapeža, ga ujame tapravi papež Pashal II. in Teodorika napoti v osamo v samostan.
- 19. april - Papež Pashal II. kanonizira danskega kralja Knuta IV.
- 22. junij - Po smrti sicilskega grofa Rogerija I. prevzame regenstvo v imenu mladoletnega sina Simona mati in vdova Adelajda del Vasto.
- junij - Normandijski vojvoda Robert Curthose, ki se je vrnil s križarskega pohoda, zahteva od mlajšega brata Henrika angleški prestol. Ker plemstvo podpre Henrika, Robert odneha in diplomatsko sklene z bratom sporazum.
- avgust - Rekonkvista: almoravidski sultan Jusuf ibn Tašfin začne ponovno oblegati Valencijo. Mesto brani El Cidova vdova Jimena Díaz. 1012 ↔
- 6. november - Po smrti bavarskega vojvode Velfa I., ki je umrl na križarskem pohodu, bavarsko vojvodino nasledi njegov sin Velf II.
- Markiza Matilda Toskanska nadaljuje s "čiščenjem" Italije in si podreja cesarska mesta. To leto zavzame Ferraro.
- Ob podpori rimsko-nemškega cesarja Henrika IV. postane novi češki vojvoda Borživoj II.
- Po smrti cesarskega papeža Teodorika je za novega (proti)papeža iz vrst italijanskih kardinalov izbran Adalbert. Njegov "pontifikat" traja zgolj nekaj minut, saj ga skoraj linča množica Rimljanov in ga preda "tapravemu" papežu Pashalu II.. Ta ga, kakor predhodnika, pošlje v samostan.

## Rojstva
- Heloiza, francoska opatinja in učenjakinja († 1164)
- Štefan II., ogrski kralj († 1131)

## Smrti
- 12. februar - cesar Daozong, dinastija Liao (* 1032)
- 22. junij - Rogerij I. Sicilski, sicilski grof (* 1031)
- 27. julij:
  - Konrad II., kralj Nemčije in Italije (* 1074)
  - Hugh d'Avranches, angleški grof (* 1047)
- 24. avgust - Su Shi, kitajski pesnik, esejist, državnik (* 1037)
- 30. september - Anzelm IV., milanski nadškof, križar
- 18. oktober - Hugo I. Vermandoijski, sin francoskega kralja Filipa I., grof, križar (* 1057)
- 6. november - Welf I., bavarski vojvoda in križar

Neznan datum
- Su Song, kitajski učenjak in inženir (* 1020)
- Ida Avstrijska, soproga Leopolda II., križarka (* 1055)
- Bruno iz Kölna, svetnik, ustanovitelj kartuzijanov (* 1030)
- Al-Mustali, 9. fatimidski kalif
- protipapež Teodorik